# 香港電台數碼聲音廣播
香港電台數碼聲音廣播，是香港電台进行的數碼聲音廣播服务，现已停止运作。

## 歷史

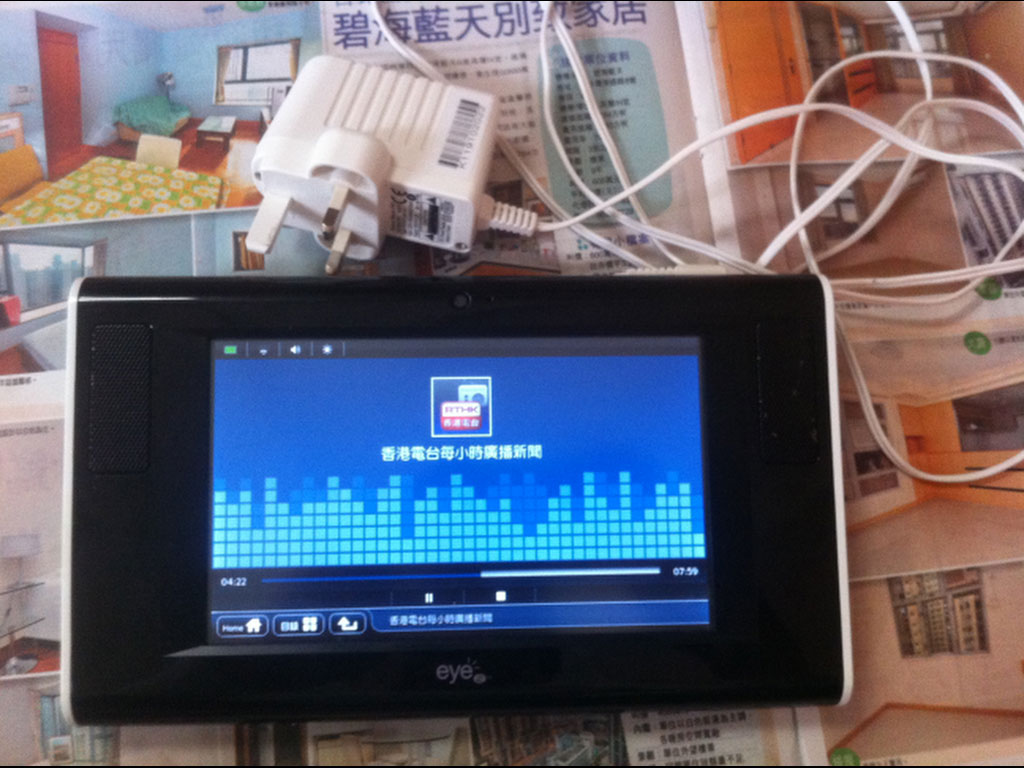
透過互聯網重溫港台每小時新聞

1998年，香港電台聯同當時的資訊科技及廣播局、商業電台及新城電台，首次於港島的歌賦山及九龍的畢架山設置發射器，共同以歐洲廣播聯會制定的尤里卡147制式於L波段（L Band）測試數碼聲音廣播。結果顯示，廣播音質大幅改善，為日後全面推行數碼電台廣播做好準備。
2004年，香港電台分兩個階段，再度測試數碼聲音廣播。在2004年3月，先行以DRM（Digital Radio Mondiale）技術，測試中波頻率數碼聲音廣播；9月起，再度測試歐洲尤里卡147制式Band III頻率。測試期間，香港數碼聲音廣播系統將分別轉播現有的AM台及FM台的節目，同時配合數據廣播。香港電台在2005年4月至5月期間，於全港不同地區設立試聽站，讓普羅市民認識這項嶄新的廣播科技，並分享高音質的效果。
2005年，於八月再進行數碼聲音廣播測試，但最終因以市場為主導，再加上商業電台及新城電台對數碼廣播意欲不大，所以未有實際成果。但直至2007年5月期間香港電台已進行過四個階段的數碼聲音廣播測試。
2009年9月，港台教育電視部台長施永遠表示數碼聲音廣播已做了10年測試，技術上已準備好，若啟播便需要購買大量器材，所以主動權在政府方面，現正在等候政府立法。
2011年6月8日，香港的數碼聲音廣播籌備工作進入新階段，各電台將選定的頻道之組別編號，其中香港電台的編號為「3」，預計同年年底正式啟播。
2011年11月7日，香港電台數碼聲音廣播正式進入試播階段，港台數碼台將設有兩個普通話頻道（香港電台普通話台、中央人民廣播電台香港之聲）、兩個英語頻道（香港電台第三台、香港電台第六台）及一個粵語頻道（香港電台第五台）。
2012年9月17日，香港電台數碼聲音廣播正式啟播，試播及啟播初期，香港電台數碼31台全日轉播香港電台普通話台、香港電台數碼33台全日轉播香港電台第三台、香港電台數碼35台全日轉播香港電台第五台；而香港電台數碼32台全日轉播中央人民廣播電台香港之聲、香港電台數碼34台全日轉播香港電台第六台（BBC World Service）。
2013年2月4日開始，香港電台數碼31台和香港電台數碼35台部份時間作分途廣播。
2017年3月28日政府宣佈，經考慮香港數碼聲音廣播發展檢討報告後，決定停止香港的數碼聲音廣播服務，最終香港電台數碼聲音廣播於2017年9月3日午夜停播。

## 數碼31台
香港電台數碼31台（英語：RTHK DAB 31）是香港電台旗下的一個廣播頻道，於2012年9月17日啟播，啟播初期全日轉播香港電台普通話台。現時該台在DAB+頻道220.352兆赫的11C頻道播放，選台號碼為31。
香港電台數碼31台主要以普通話廣播，定位為「社區廣播台」。由於香港特區政府決定終止數碼聲音廣播，香港電台數碼31台於2017年9月4日午夜12時停播。

### 歷史
香港電台數碼31台於2011年11月7日起試播，2012年9月17日啟播，試播及啟播初期全日轉播香港電台普通話台。
2013年2月4日開始數碼31台部份時間改為自播時段（非聯播時段），首輪自播時段的節目為《音樂魔法》（星期一至五晚上10時至11時）和《有聲好書（普通話）》（星期一至五晚上11時至12時）。
2013年7月15日開始，社區參與廣播節目時段啟播，時間為每日晚上8時至10時。
2017年9月3日，港台因應行政長官會同行政會議於2017年3月28日決定停止本地數碼聲音廣播服務。港台於2017年9月4日午夜12時正式終止數碼聲音廣播服務。

### 播放時間
星期一至五晚上8時至凌晨12時，星期六及日晚上8時至晚上10時（其餘時間與香港電台普通話台聯播）。

## 數碼32台
香港電台數碼32台（英語：RTHK DAB 32）是香港電台旗下的一個廣播頻道，於2012年9月17日啟播。現時該台在DAB+頻道220.352兆赫的11C頻道播放，選台號碼為32。
香港電台數碼32台主要以普通話、粵語廣播，轉播中央人民广播电台香港之声。

### 歷史
香港電台數碼32台於2011年11月7日起試播，2012年9月17日啟播，全日轉播中央人民广播电台香港之声。
2017年3月28日，行政長官會同行政會議決定停止本地數碼聲音廣播服務。港台於2017年9月4日0時正式終止數碼聲音廣播服務，中央人民廣播電台香港之聲改於香港電台第六台轉播。

### 播放時間
全日24小时，周二凌晨0:05 - 4:55停机检修。

## 數碼33台
香港電台數碼33台（英語：RTHK DAB 33）是香港電台旗下的一個廣播頻道，於2012年9月17日啟播，轉播香港電台第三台的節目。現時該台在DAB+頻道220.352兆赫的11C頻道播放，選台號碼為33。
香港電台數碼33台主要以英語廣播，定位為「第三台」。

### 歷史
香港電台數碼33台於2011年11月7日起試播，2012年9月17日啟播，全日二十四小時轉播香港電台第三台。由於香港特區政府決定終止數碼聲音廣播，香港電台數碼33台於2017年9月4日午夜12時停播。

## 數碼34台
香港電台數碼34台（英語：RTHK DAB 34）是香港電台旗下的一個廣播頻道，於2012年9月17日啟播，全日轉播香港電台第六台，即英國廣播公司世界頻道。現時該台在DAB+頻道220.352兆赫的11C頻道播放，選台號碼為34。

### 歷史
香港電台數碼34台於2011年11月7日起試播，2012年9月17日啟播，全日二十四小時轉播香港電台第六台。由於香港特區政府決定終止數碼聲音廣播，香港電台數碼34台於2017年9月3日午夜12時停播。

## 數碼35台
香港電台數碼35台（英語：RTHK DAB 35）是香港電台旗下的一個廣播頻道，於2012年9月17日啟播，轉播香港電台第五台的節目。現時該台在DAB+頻道220.352兆赫的11C頻道播放，選台號碼為35。
香港電台數碼35台主要以粵語廣播，定位為「長者、文化及教育台」，既服務長者又照顧小眾，包括戲曲、文教、長者服務及兒童節目，是聽眾的「空中良伴，生活寶庫」。第五台還開設「耆力量」和「戲曲天地」多媒體網頁，為長者建造方便易用的資訊基地。

### 歷史
香港電台數碼35台於2011年11月7日起試播，2012年9月17日啟播，全日二十四小時轉播香港電台第五台。由於香港特區政府決定終止數碼聲音廣播，香港電台數碼35台於2017年9月4日午夜12時停播。

## 外部連結
- 社區參與廣播服務 (CIBS) （页面存档备份，存于）
- 香港電數碼聲音廣播 （页面存档备份，存于）